# Sellye
Sellye (chorw. Šeljin) – miasto na Węgrzech, w Komitacie Baranya, przy granicy Chorwacji. Populacja 2 761 osób (styczeń 2011).